# Finstergrund
El Finstergrund (en español: fondo oscuro) es el nombre de una mina abandonada en el monte Knöpflesbrunnen en la Selva Negra Meridional en Baden-Wurtemberg, Alemania. El 21 de agosto de 1982 el Finstergrund fue inaugurado como museo de minería.

## Enlaces
- Sitio web de Finstergrund